# Eli Lilly

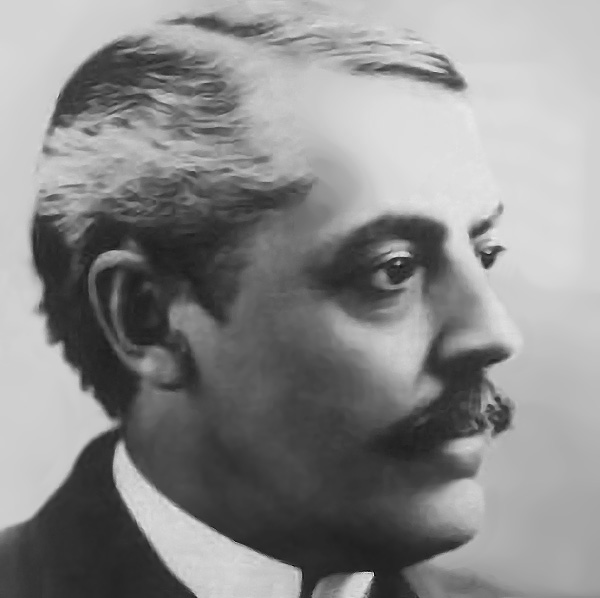
Eli Lilly (1885)

Eli Lilly (* 8. Juli 1838 in Baltimore; † 6. Juni 1898 in Indianapolis) war ein US-amerikanischer Offizier, pharmazeutischer Chemiker, Unternehmer, Tycoon, Philanthrop und Gründer der Firma Eli Lilly and Company.
Während des Amerikanischen Bürgerkriegs trat er in die Union Army ein und rekrutierte Wehrmänner für seine Artillerie-Batterie. Er wurde später zum Oberst befördert und war Kommandant eines Kavalleriebataillons. Kurz vor Ende des Kriegs wurde er gefangen genommen und blieb bis zur Kapitulation der Konföderierten Staaten in Gefangenschaft. Nach dem Krieg eröffnete er eine Plantage in Mississippi, welche er jedoch nicht erfolgreich führen konnte. Nach dem Tod seiner Ehefrau kehrte er in seinen gelernten Beruf als Apotheker zurück. Er heiratete wieder und arbeitete fortan in verschiedenen Apotheken. Im Jahre 1876 eröffnete er ein eigenes Unternehmen mit dem Ziel, selbst Medikamente herzustellen und diese im Großhandel an Apotheken zu verkaufen.
Sein Unternehmen war erfolgreich und er wurde rasch wohlhabend, nachdem er verschiedene Fortschritte in der Herstellung von medizinischen Wirkstoffen erreichte. Zwei seiner frühen Erfolge waren die Schaffung einer Gelatinekapsel, um die Medikamente haltbar zu machen, und ein Fruchtaroma für flüssige Medizin. Die Eli Lilly and Company war eines der ersten Pharmaunternehmen seiner Art mit einer eigenen Forschungsabteilung sowie zahlreichen Qualitätssicherungsmaßnahmen.
Sein Vermögen setzte Lilly für verschiedene gemeinnützige Tätigkeiten ein. Er übergab 1890 die Führung seines Unternehmens an seinen Sohn Josiah Kirby Lilly, Sr., um sich mehr auf sein soziales Engagement zu konzentrieren. Er gründete die Vorgängerorganisation der Indianapolis Chamber of Commerce, der Handelskammer von Indianapolis, und war der erste Präsident der indianischen Zweigstelle der Charity Organization Society. Weiter gründete er das städtische Kinderspital, das später zum staatlichen Riley Children’s Hospital an der Indiana University weiterentwickelt wurde. Daneben engagierte er sich für zahlreiche weitere Organisationen, bis er im Jahre 1898 an Krebs starb.
Eli Lilly war ein Befürworter der staatlichen Regulierung im Pharmabereich. Viele seiner vorgeschlagenen Reformen wurden im Jahr 1906 in einem Gesetz erlassen, auf dessen Basis später die US-amerikanische Arzneimittelbehörde Food and Drug Administration entstand. Er galt als Pionier der Verschreibungspflicht, wodurch suchtgefährdende oder gefährliche Medikamente nur an Menschen abgegeben wurden, die vorher einen Arzt aufgesucht hatten. Die Eli Lilly and Company ist bis heute eines der größten und einflussreichsten Pharmaunternehmen der Welt und die größte Firma im US-Bundesstaat Indiana. Sein Sohn und seine Enkel haben mit einem Teil des Unternehmensgewinns im Jahre 1937 Lilly Endowment gegründet, die heute eine der größten privaten Stiftungen der Welt ist. Damit soll sein philanthropisches Gedankengut weitergeführt werden.

## Leben

### Familie und frühe Jahre
Eli Lilly kam am 8. Juli 1838 in Baltimore als Sohn von Gustavus und Esther Lilly auf die Welt. Seine Familie war schwedischer Abstammung und zog zuerst in die Benelux-Region, bevor seine Großeltern im Jahre 1789 nach Maryland auswanderten. Seine Familie verlegte den Wohnsitz nach Kentucky, wo er auch die Schule besuchte. 1852 zogen die Lillys weiter nach Indiana, wo Eli eine Ausbildung zum Drucker machte. Lilly wuchs in einer methodistischen Familie auf, welche für die Prohibition und gegen die Sklaverei war. Ihr Glaube war ein Beweggrund für einen Umzug nach Indiana. Er und seine Eltern waren zuerst Mitglieder der Demokratischen Partei, wechselten aber vor dem Bürgerkrieg zu den Republikanern.
Eli Lilly begann sich früh für Chemikalien zu interessieren. Auf dem Weg zu seiner Tante und seinem Onkel besuchte er eine Apotheke, wo er zum ersten Mal die Herstellung von Medikamenten beobachten konnte. Er begann 1854 eine zweite Ausbildung zum Chemiker und Pharmazeuten unter Henry Lawrence im Good Samaritan Drug Store in Lafayette. Lawrence lehrte ihn nicht nur die Mixtur von Medikamenten, sondern auch wie man ein Unternehmen führt und Gelder verwaltet. Seine Eltern schickten ihn an die DePauw University, wo er Pharmakologie studierte und nach zwei Jahren promovierte. Im Jahre 1859 begann er bei der Apotheke Perkin’s and Coon’s in Indianapolis zu arbeiten. Er lernte Emily Lemen, die Tochter eines ortsansässigen Kaufmanns, kennen und das Paar heiratete im Jahre 1860. Sie zogen nach Greencastle, wo Lilly im Jahre 1861 seine eigene Apotheke eröffnete.

### Amerikanischer Bürgerkrieg

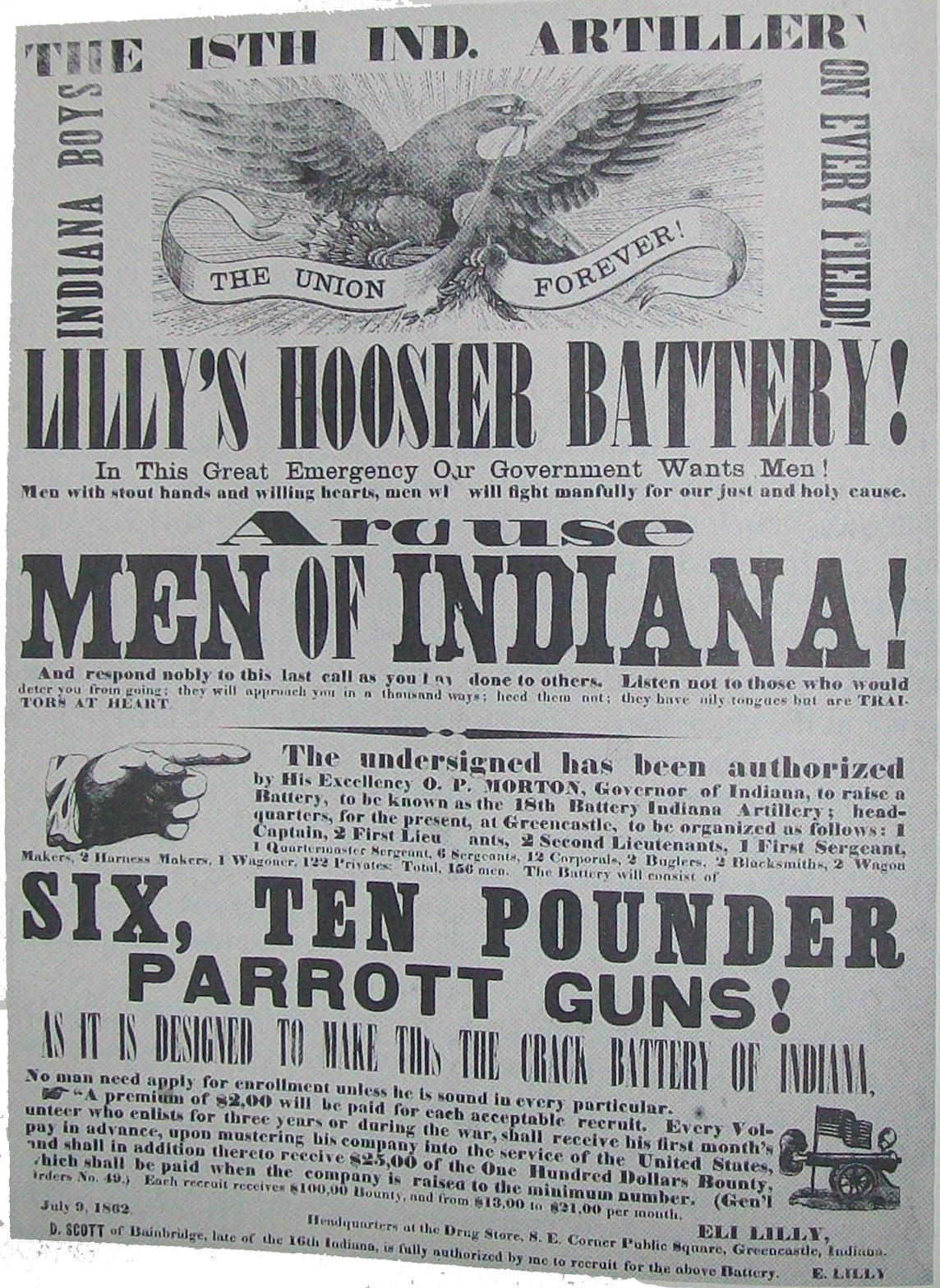
Ein Plakat mit Eli Lillys Rekrutierungsaufruf

Zu Beginn des amerikanischen Sezessionskriegs im Jahre 1861 trat Eli Lilly in die Union Army ein. Während seines Armeedienstes wurde sein Sohn Josiah geboren. Lilly rekrutierte aktiv bei seinen früheren Schulkollegen, Freunden, lokalen Händlern und Bauern und versuchte sie in seine Einheit zu bringen. Er erstellte und verteilte Plakate rund um Indianapolis und warb so für seine crack battery of Indiana. Seine Einheit, die 18th Independent Battery Indiana Light Artillery (dt. 18. unabhängige Leichte Artillerie Batterie von Indiana), war bekannt unter dem Namen Lilly Battery. Sie umfasste sechs Parrotte und war 150 Mann stark. Er versammelte alle in Indianapolis und bildete die Soldaten in kurzer Zeit aus. Von August 1862 bis zum Winter 1863 war er Kommandant seiner Einheit, welche der Lightning Brigade unter dem Kommando des Obersten John T. Wilder angehörte. Vor seiner Kommandantentätigkeit hatte er nur wenig militärische Erfahrung in Lafayette bei der Indiana Legion sammeln können. Viele seiner Kameraden sahen ihn als zu jung und unerfahren an, um die Batterie zu führen. Trotz seiner anfänglichen Unerfahrenheit wurde er ein kompetenter Artillerieoffizier und seine Einheit war maßgeblich an mehreren wichtigen Schlachten beteiligt. Sein erster Einsatz war 1863 während der Schlacht am Hoover’s Gap, es folgten Einsätze während der Zweiten Schlacht von Chattanooga und während der Schlacht am Chickamauga.
Als die Kommandozeit von Lilly endete, wechselte er zur Kavallerie und wurde unter gleichzeitiger Beförderung zum Major Kommandant der 9th Indiana Cavalry. Während einer Mission in Alabama im Dezember 1864 wurde er von Truppen unter dem Kommando von Major General Nathan Bedford Forrest gefangen genommen und im konföderierten Kriegsgefangenenlager von Enterprise in Mississippi interniert. Nach dem Ende des Kriegs im Frühling 1865 wurde er auf Bewährung nach Hause gelassen. In Anerkennung seiner Dienste wurde er kurz vor seiner Entlassung aus der Armee zum Oberst befördert. Zu einem späteren Lebenszeitpunkt markierte er in einem Atlas alle seine Truppenbewegungen und die Standorte seiner Schlachten und Gefechten. Er benutzte den Atlas oft, wenn er Geschichten über den Krieg erzählte. Seinen Dienstgrad verband ihn für den Rest seines Lebens, und seine Freunde und Familie benutzten Colonel als seinen Spitznamen. Eli Lilly war ab 1893 Vorsitzender der Grand Army of the Republic, einer Vereinigung von Veteranen des Bürgerkriegs. Während seiner Amtszeit half er bei der Organisation einer großen Militärparade, die zehntausende Veteranen in Indianapolis zusammenführte.

### Frühe Geschäftstätigkeiten

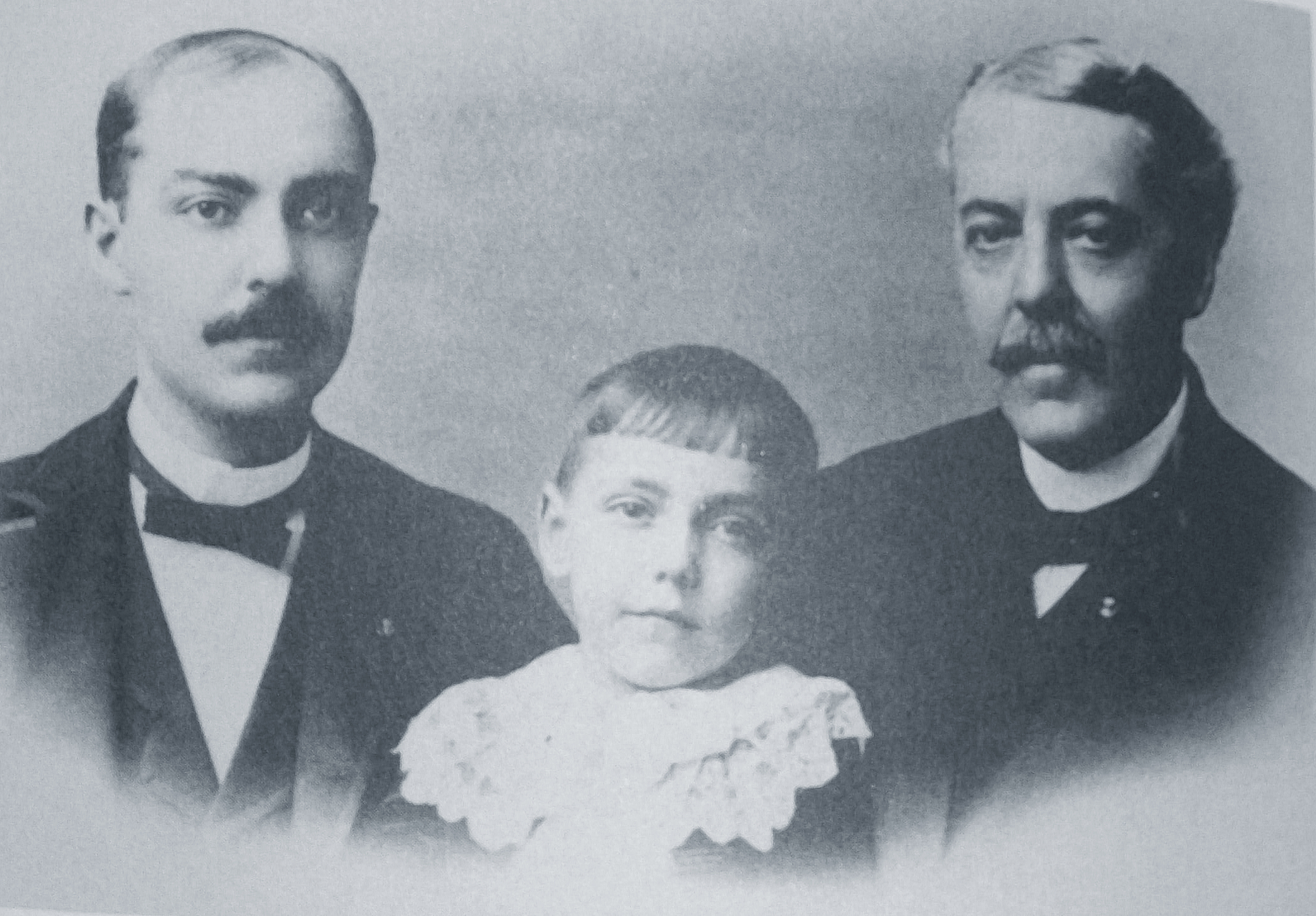
Eli Lilly (rechts) mit seinem Sohn Josiah Kirby Lilly, Sr. (links) und seinem Enkel Josiah Kirby Lilly, Jr. (Mitte)

Nach dem Krieg versuchte Lilly, eine neue Geschäftsidee zu verwirklichen, und kaufte eine 1.200 Hektar große Baumwollplantage in Mississippi. Kurz nach dem Umzug in ihr neues Zuhause infizierte sich die ganze Familie mit der von Moskitos übertragenen Malaria, die in dieser Region weit verbreitet war. Während Eli Lilly und sein Sohn die Krankheit überlebten, starb seine Frau Emily am 20. August 1866. Sie war zu ihrem Todeszeitpunkt im achten Monat schwanger und erlitt eine Totgeburt. Der Tod seiner Frau beschäftigte Lilly sehr, und er schrieb seiner Familie: Ich kann kaum sagen, wie stark es mich traurig macht… Es ist eine bittere, bittere Wahrheit, Emily ist tatsächlich tot…. Sie wurde zunächst auf der Plantage beerdigt, aber noch im selben Jahr wurde ihr Körper exhumiert und in Indiana erneut bestattet. Durch den trauerbedingten Umzug von Eli Lilly nach Indiana verfiel die Plantage, so dass auch keine Ernte erfolgte. Sein Geschäftspartner war aufgrund einer Dürre nicht in der Lage, die Plantage selber zu führen, und verschwand mit dem restlichen Geschäftsvermögen. Lilly musste deshalb im Jahre 1868 Insolvenz anmelden. Er schickte seinen Sohn Josiah zum Wohnen zu seinen Eltern nach Greencastle, während er selber sein Unternehmen auf der Plantage auflöste. Kurze Zeit später lernte er Maria Cynthia Sloan kennen, die er 1869 heiratete. Er begann für das medizinische Großhandelsunternehmen Pattison, Moore & Talbott zu arbeiten. Während seiner dortigen Tätigkeit wurde die Firma von H. Daly and Company aufgekauft.
Im gleichen Jahr verließ er Indiana und gründete mit seinem Geschäftspartner die erfolgreiche Apotheke Binford and Lilly in Paris im Bundesstaat Illinois. Das Geschäft war profitabel und erlaubte es Lilly, Geld auf die Seite zu legen. Er war jedoch mehr an der medizinischen Herstellung als am Betrieb einer Apotheke interessiert und entwickelte einen Plan, um ein eigenes Großhandelsgeschäft zu gründen. Im Jahre 1873 verließ er das Unternehmen und seinen Geschäftspartner und kehrte nach Indianapolis zurück, wo er mit einem neuen Partner die Apotheke Johnson and Lilly gründete. Drei Jahre später löste er die Geschäftsbeziehung erneut auf. Sein Vermögensanteil umfasste mehrere Geräte, einige Liter unverbrauchter Chemikalien und einen kleinen Geldanteil. Bereits vor der Auflösung hatte er mit seinem Familienfreund, Augustus Keifer, eine Vereinbarung getroffen, dass dieser und zwei ihm angeschlossene Apotheken alle ihre Medikamente bei Eli Lilly zu einem günstigeren Preis beziehen würden. Am 10. Mai 1876 eröffnete Lilly ein Labor zur Herstellung von Medikamenten. Er nannte dieses Eli Lilly, Chemist.

### Eli Lilly & Company

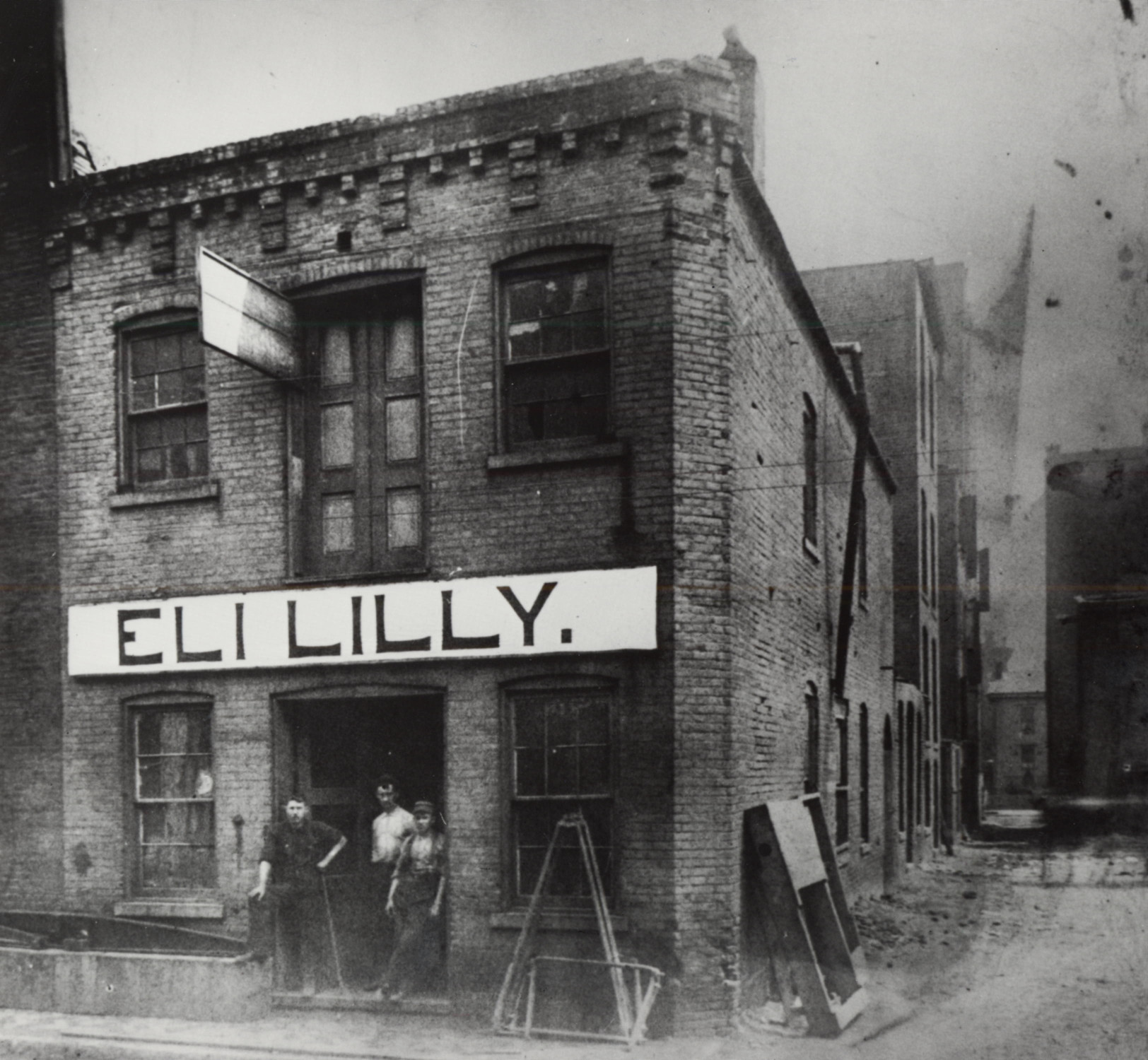
Die erste Produktionsstätte von Eli Lilly im Jahre 1876 an der 15 West Pearl Street in Indianapolis. In der Mitte steht Eli Lilly, rechts davon sein Sohn und links sein anderer Mitarbeiter.

Lillys Produktionsstätte begann mit drei Angestellten, darunter sein vierzehnjähriger Sohn Josiah, der die Schule verlassen hatte, um seinem Vater zu helfen. Eli begann mit einem Startkapital von 1.400 US-Dollar (inflationsbereinigt heute: $ 42.275,79). Seine erste Innovation war eine Gelatine-Beschichtung für Pillen und Kapseln. Weiter erfand er ein Fruchtaroma für Medikamente und gesüßte Pillen, um die Einnahme zu erleichtern. Nachdem er im Bürgerkrieg viel in Kontakt mit Billigprodukten gekommen war, verpflichtete er sich selbst, als Gegenangebot zu den verbreiteten und häufig nutzlosen verschreibungsfreien Medikamenten nur hochwertige verschreibungspflichtige Produkte herzustellen. Eines seiner ersten Produkte war Chinin, ein Mittel zur Bekämpfung von Malaria. Es wurde sein meistverkauftes Medikament. Seine Produkte wurden in der Stadt bekannt für ihre hohe Qualität und gewannen rasch an Beliebtheit. In seinem ersten Geschäftsjahr erreichte er einen Umsatz von 4.470 US-Dollar (heute: $ 134.980,56) und im Jahr 1879 bereits 48.000 US-Dollar (heute: $ 1.557.394,56). Sein Verkaufsvolumen nahm zu und er begann, auch Apotheken außerhalb von Indiana zu beliefern. Im Jahr 1878 stellte er seinen Bruder James als ersten Vollzeit-Verkäufer an, der später zusammen mit weiteren Mitarbeitern begann, die Produkte landesweit zu vertreiben. Als die Firma wuchs, wurden auch andere Familienmitglieder angestellt. Lillys Cousin Evan Lilly begann als Buchhalter zu arbeiten, seine Enkel Eli und Josiah wurden als Aushilfskraft und Springer eingesetzt. Im Jahre 1881 inkorporierte er das Unternehmen offiziell und nannte es fortan Eli Lilly and Company. In den späten 1880er-Jahren war er einer der führenden Unternehmer in Indianapolis mit über 100 Angestellten und einem jährlichen Umsatz von über 200.000 US-Dollar (heute: $ 6.733.249,16).

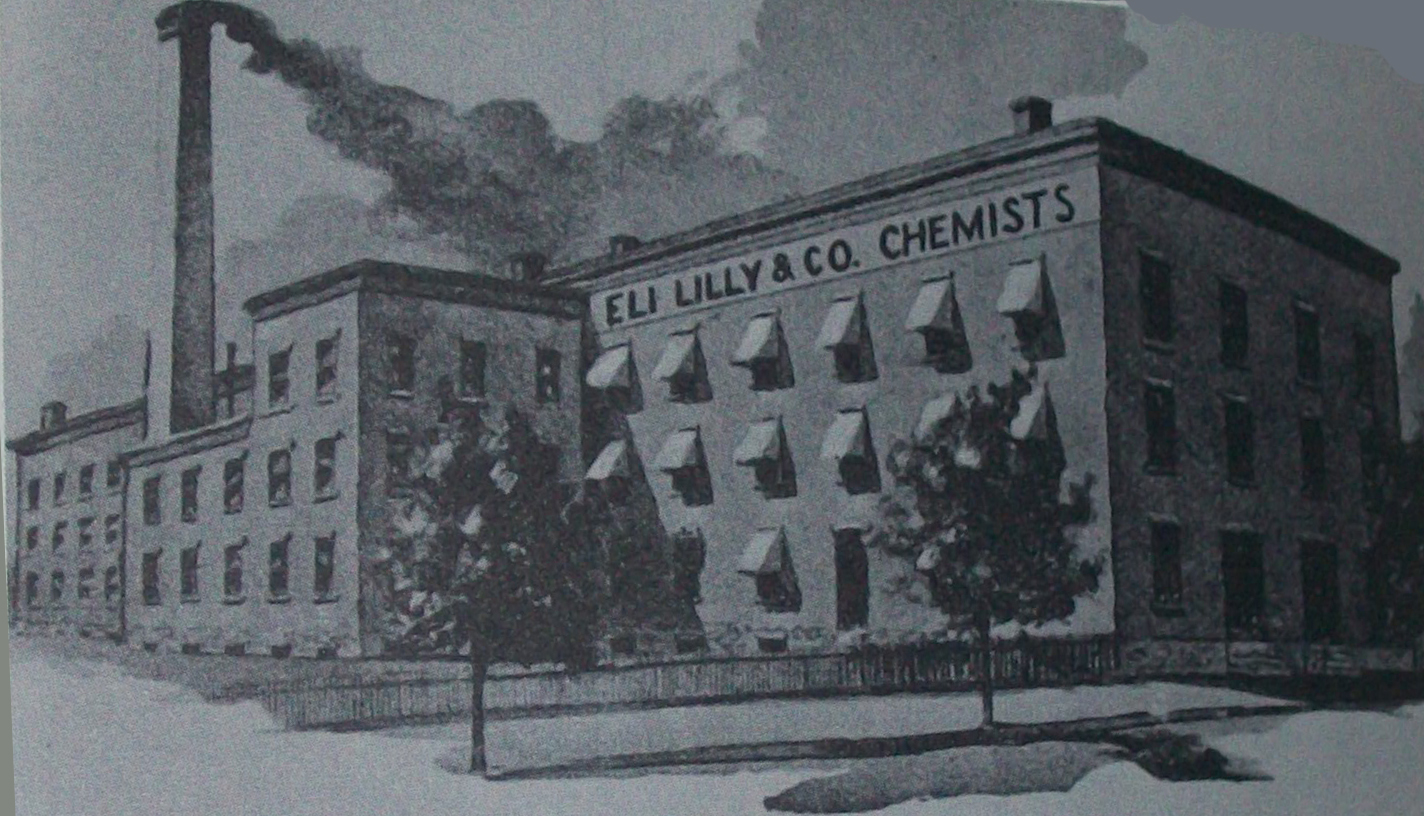
Eine Zeichnung aus dem Jahr 1886 von seiner Firma an der McCarty Street

Um sein rasant wachsendes Unternehmen weiterentwickeln zu können, kaufte er zur Einrichtung von Forschungs- und Produktionsstätten verschiedene Gebäude. So erwarb er an der McCarty Street im südlichen Indianapolis einen mehrere Gebäude umfassenden Komplex und andere entwickelte das Gebiet mit anderen Geschäftsleuten zu einem wichtigen Industrieviertel der Stadt. Eli Lilly schickte seinen Sohn im Jahre 1880 an das Philadelphia College of Pharmacy mit der Hoffnung, Josiah würde dem Unternehmen mit dem zusätzlich gewonnenen Wissen eine noch größere Hilfe sein. Nach der Rückkehr von Josiah ins Unternehmen wurde dieser zum Leiter der Forschungsabteilung ernannt. Im Jahre 1890 übertrug Eli Lilly die Geschäftsführung auf seinen Sohn, der die Firma noch mehrere Jahrzehnte weiter leitete. Das Unternehmen florierte trotz der turbulenten wirtschaftlichen Umstände in den 1890er-Jahren. Im Jahre 1894 kaufte Lilly eine Produktionsstätte, die ausschließlich für die Herstellung von Kapseln verwendet wurde. Mit den technischen Fortschritten, die das Unternehmen erreichte, wurde die Kapselherstellung weitestgehend automatisiert. In den folgenden Jahren stellte das Unternehmen jährlich mehrere Millionen Kapseln und Pillen her.
Eli Lilly and Company unterschied sich von vielen anderen kleinen Pharmaunternehmen in den Vereinigten Staaten durch ein ständig bestehendes Forschungsteam, durch die fortlaufende Weiterentwicklung in der automatisierten Herstellung von Medikamenten und durch seine strenge Ausrichtung auf einen hohen Qualitätsstandard. Eli Lilly war zunächst der einzige Forscher im ganzen Unternehmen. Mit dem Wachsen des Unternehmens stellte er ein eigenes Team zusammen, das sich fortan um die Entwicklung neuer Medikamente kümmerte. Seinen ersten Forscher stellte er 1886 an. Die Forschungsmethoden basierten aber weiterhin auf Eli Lillys Ideen. Außerdem kümmerte er sich weiterhin um die Qualitätssicherung. Darüber hinaus leitete er Maßnahmen ein, damit die Medikamente auch so hergestellt wurden, wie die Werbung versprach, damit diese die richtige Zusammensetzung und Inhaltsstoffe hatten und dass die Dosis pro Medikament genau passte. Er war sich der zum Teil suchtgefährdenden und gefährlichen Mittel bewusst und ein Pionier auf dem Gebiet der Verschreibungspflicht. Dadurch erhielten nur diejenigen Menschen gewisse Medikamente, die zuvor einen Arzt aufgesucht hatten.

### Philanthropie

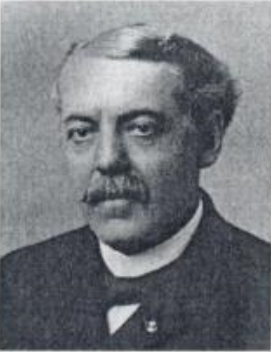
Eli Lilly im Jahre 1895

Zum Zeitpunkt seines altersbedingten Rückzugs aus dem operativen Geschäft war Eli Lilly Millionär. Er war an verschiedenen städtischen Angelegenheiten und Bürgerinitiativen beteiligt und zunehmend philanthropisch tätig. So spendete er immer mehr Gelder für wohltätige Zwecke in der Stadt. Zusammen mit fünfundzwanzig anderen Geschäftsmännern begann er, die Charity Organization Society zu unterstützen, und wurde in den späten 1870er Jahren rasch zum Vorsitzenden des Ablegers von Indiana gewählt. Die Organisation war ein Vorgänger der United Way of America und war die Dachvereinigung für verschiedene wohltätige Gruppen. Die zentrale Koordination verhalf der Vereinigung zu einer einfacheren Betreuung und Zuweisung der Gelder.
Ein großes Anliegen von Lilly war das Wirtschaftswachstum und die allgemeine Entwicklung in Indianapolis. Um dies zu erreichen, unterstützte er lokale Organisationen mit finanziellen Mitteln, aber auch mit seinem persönlichen Wissen und seiner Ausbildung. Er erkannte den Bedarf der Bevölkerung an einer Wasserversorgung, woraus die Indianapolis Water Company entstand. Im Jahre 1890 gründete er den Commercial Club und wurde dessen erster Präsident. Der Klub nahm eine zentrale Rolle für seine Stadtentwicklungspläne ein und war ein Vorgänger der späteren städtischen Handelskammer. Diese Organisation war maßgeblich an zahlreichen Fortschritten beteiligt. Dazu gehörte unter anderem, dass die gesamte Stadt mit gepflasterten Straßen verbunden wurde, dass Hochbahnen entstanden und dass ein Kanalisationssystem gebaut wurde. Außerdem wurden mehrere Unternehmen mit der Hilfe von privaten und öffentlichen Investoren gegründet. Die Unternehmer konnten somit rasch Geld erwirtschaften und kauften sich langsam ihre Betriebe von den ursprünglichen Investoren zurück. Dieses Modell wurde später in den meisten anderen Bundesstaaten im Wasser- und Elektrizitätsversorgungswesen angewendet. Des Weiteren wurden mit Unterstützung der Organisation verschiedene Parks, Monumente und Gedenkstätten errichtet. Ferner wurden somit erfolgreich Geschäftsleute und Investoren aus anderen Gebieten angezogen, welche die weitere Entwicklung der Stadt vorantrieben.
Der Erdgas-Boom von Indiana in den 1880er-Jahren bewegte Lilly und seinen Commercial Club dazu, ein Projekt zu gründen, um das Gas vom Trenton Gas Field in die Stadt zu pumpen und dort zu günstigen Preisen den Firmen und Privatkunden zu verkaufen. Das Vorhaben führte zur Gründung der Consumer Gas Trust Company, der Lilly den Namen verlieh. Die neue Firma bot weiterhin das Gas zu günstigen Preisen an und verbesserte die Lebensbedingungen in der Stadt. Das Gas wurde unter anderem für die Produktion von Strom zum Betrieb einer Straßenbahn verwendet.
Während der Panik von 1893 gründete Eli Lilly eine Kommission, welche Nahrung und Unterkunft für betroffene Menschen zur Verfügung stellte. Seine Arbeit mit der Kommission veranlasste ihn zu einer privaten Spende und zur Gründung eines Kinderspitals, um den vielen Familien zu helfen, die kein Geld für eine ärztliche Behandlung hatten.

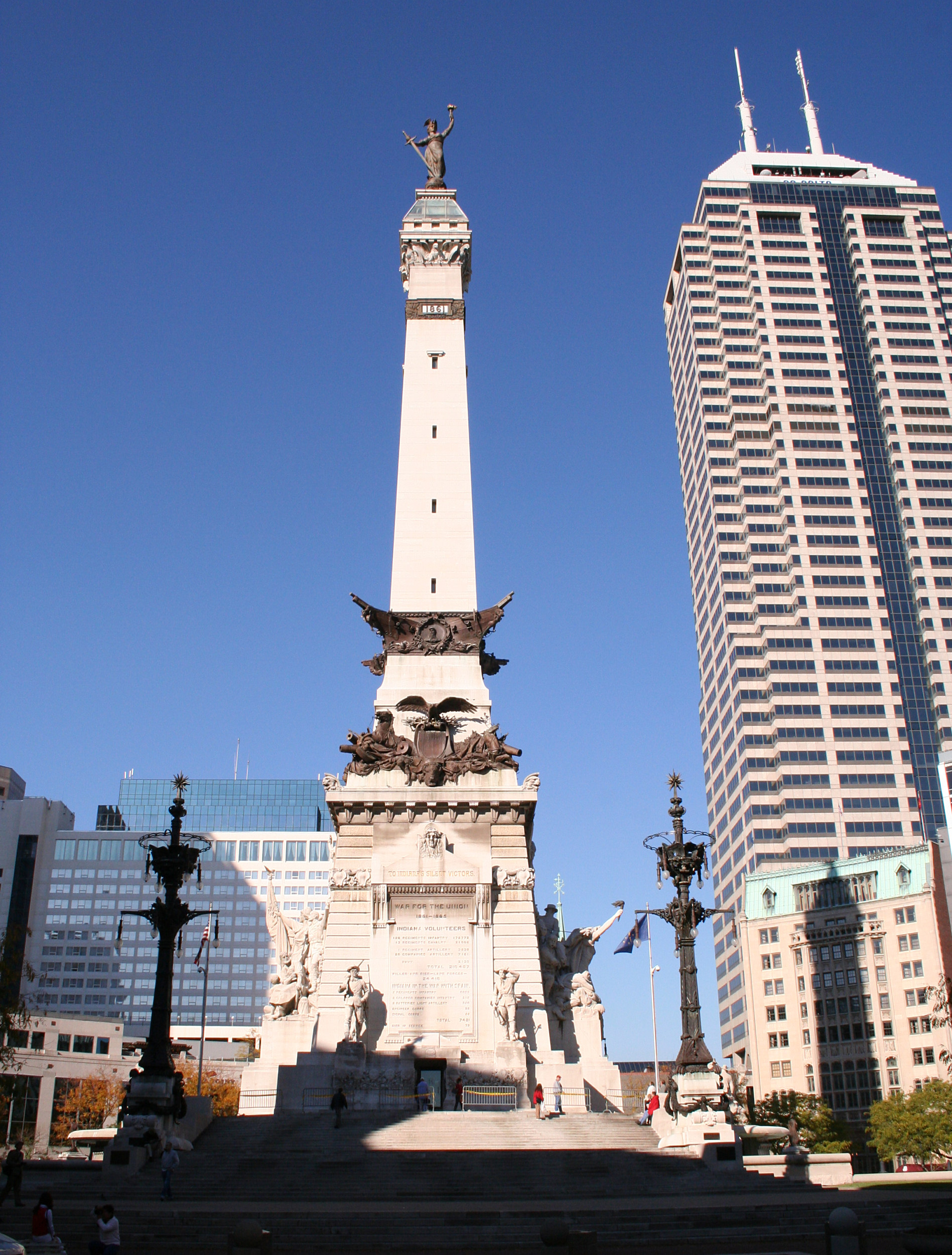
Das Soldiers’ and Sailors’ Monument in Indianapolis. Darin befindet sich das Colonel Eli Lilly Civil War Museum.

Lillys Freunde versuchten oft, ihn zu einem politischen Amt zu bewegen. So wollten sie ihn 1896 für die Republikanische Partei als Gouverneurskandidat ins Rennen schicken. Eli Lilly lehnte jedoch alle öffentlichen Ämter ab, da er sich auf seine philanthropischen Organisationen konzentrieren wollte. Er unterstützte aber regelmäßig Kandidaten und spendete auch Geld an Politiker, die seine Anliegen unterstützten. Der frühere Gouverneur Oliver P. Morton, mit dem er sich anfreundete, schlug ihm vor, mit seinem Commercial Club zu Ehren der Veteranen des Bürgerkriegs eine Gedenkstätte zu errichten. Lilly willigte ein und begann 1888 mit dem Bau des Soldiers' and Sailors' Monument. Der Bau wurde jedoch erst 1901 fertiggestellt. Ihm zu Ehren erhielt das im Gebäude befindliche Bürgerkriegsmuseum seinen Namen.
Lilly war ein passionierter Fischer und baute 1887 ein Familienhaus am Lake Wawasee, wo er sich ab 1880 regelmäßig zur Erholung zurückzog. 1892 ließ er das Hotel Wawasee Inn erbauen, das viele Familien in das Naherholungsgebiet anlockte. Sein Enkel baute das Hotel später aus. Eli Lilly besaß weiter ein großes Anwesen an der Tennessee Street in Indianapolis, wo er wohnte und die meiste Zeit verbrachte. Nachdem er 1897 an Krebs erkrankt war, starb er dort am 6. Juni 1898. Er wurde am 9. Juni aufgebahrt und tausende Menschen erwiesen ihm die letzte Ehre, bevor er unter einem großen Grabmal im Crown Hill Cemetery beigesetzt wurde.

## Nachleben

Heutiges Logo der Eli Lilly and Company

Die Eli Lilly and Company hatte 1898 ein Sortiment von über 2.005 Produkten und einen Umsatz von über 300.000 US-Dollar (heute: $ 11.707.537,42). Sein Sohn Josiah Kirby Lilly, Sr. erbte das Unternehmen und führte es im Sinne seines Vaters weiter, bevor er es selbst an seine Söhne Eli Lilly und Josiah Kirby Lilly, Jr. vermachte. Diese behielten die philanthropische Einstellung und gründeten später die Lilly Endowment, die im Jahre 1998 zur vermögendsten Stiftung der Welt wurde. In der Zwischenzeit wurde sie überholt, gehört aber noch immer zu den zehn großzügigsten und größten Organisationen. Das Unternehmen spielte eine wichtige Rolle bei der Belieferung von medizinischen Hilfsgütern für die Opfer des Erdbebens von San Francisco 1906. Die Eli Lilly and Company wurde unter der Führung der Enkel von Eli Lilly zu einem der größten Pharmaunternehmen der Welt. Wichtige Innovationen und Erfindungen wie die Entwicklung der ersten Insulinpräparate in den 1920er Jahren, die Massenproduktion des Antibiotikums Penicillin in den 1940er Jahren sowie die generelle Förderung der Massenproduktion bei medizinischen Produkten gingen von diesem Unternehmen aus. Auch nach der Umwandlung in eine Public Traded Company im Jahre 1952 gingen die Innovationen weiter. So entstanden unter anderem die Produkte Methadon, Fluoxetin und viele weitere.
Eli Lillys größte Beiträge waren sein standardisiertes und methodisches Vorgehen bei der Herstellung von Medikamenten, sein Engagement für die Forschung und Entwicklung sowie die bis heute große Bedeutung seiner Medikamente. Er gilt als Pionier der modernen Pharmaindustrie und viele seiner damaligen Ideen gehören heute zum Standardvorgehen. Medikamente galten bis zu seinen Reformen oft als „exotische Wundermittel“ und fanden erst durch Lillys Entwicklungen breite gesellschaftliche Akzeptanz. Lilly setzte sich zeitlebens für eine staatliche Regulierung und Kontrolle in der Pharmabranche ein, und sein Sohn trug diese Anliegen weiter.